# Katzenschwänzchen
Das Katzenschwänzchen (Acalypha hispida), auch Raues Nesselblatt, Nesselschön oder Paradiesnessel genannt, ist eine Pflanzenart aus der Familie der Wolfsmilchgewächse (Euphorbiaceae). Die Heimat ist vermutlich Neuguinea und sie ist heute in allen tropischen Ländern als Zierpflanze zu finden, ist oft verwildert und eignet sich als Zimmerpflanze. 

## Beschreibung
Acalypha hispida ist ein verzweigter Strauch, der Wuchshöhen von bis zu 2 (bis 3) Meter erreicht. Die wechselständigen Laubblätter sind gestielt. Die einfache, ledrige, borstige Blattspreite ist eiförmig bis leicht herzförmig, spitz bis zugespitzt, dunkelgrün, 10 bis 20 Zentimeter lang und 7 bis 15 Zentimeter breit. Der Blattrand ist gesägt bis gekerbt. Der fein behaarte Blattstiel ist bis zu 15 Zentimeter lang. Die kleinen, behaarten Nebenblätter sind eilanzettlich, 6 bis 7 Millimeter lang und braun.
Acalypha hispida ist zweihäusig getrenntgeschlechtig (diözisch). Der meist lange, schlanke, überhängende, ährige, dichte und kätzchenartige (katzenschwanzähnliche) Blütenstand ist achselständig, hat einen Durchmesser von 1 bis 1,5 Zentimeter und ist 10 bis 50 Zentimeter lang. Die sitzenden, sehr kleinen, grünen und eingeschlechtlichen Blüten besitzen eine einfache Blütenhülle, die Kronblätter fehlen. In den sitzenden weiblichen Blüten sind die 3 bis 4 außen behaarte Kelchblätter 0,7 Millimeter lang. Es ist jeweils ein kleines, behaartes Deckblatt vorhanden. Die Hauptschauwirkung der Blüten ergeben die drei langen, meist purpurroten, 4 bis 7 Millimeter langen, fransigen Narbenäste des oberständigen, behaarten, dreiteiligen Fruchtknotens, deshalb sind nur weibliche Exemplare in Kultur als Zierpflanze. Rahmweiß blüht die Sorte 'Alba'.
Die Blütezeit reicht von April bis Oktober. Wenn die Blüten verblüht sind, also farblos, verbleiben die Kätzchen noch einige Zeit an der Pflanze. Die männlichen Blüten, die Früchte und Samen sind nicht bekannt.

### Inhaltsstoffe und medizinische Verwendung
Der klare Milchsaft ist giftig und kann Haut und Schleimhäute reizen (Vergiftungssymptome treten erst nach Aufnahme massiver Pflanzenmengen auf).
Wurzeln, Blätter und Blüten werden zu medizinischen Zwecken verwendet.

## Bilder

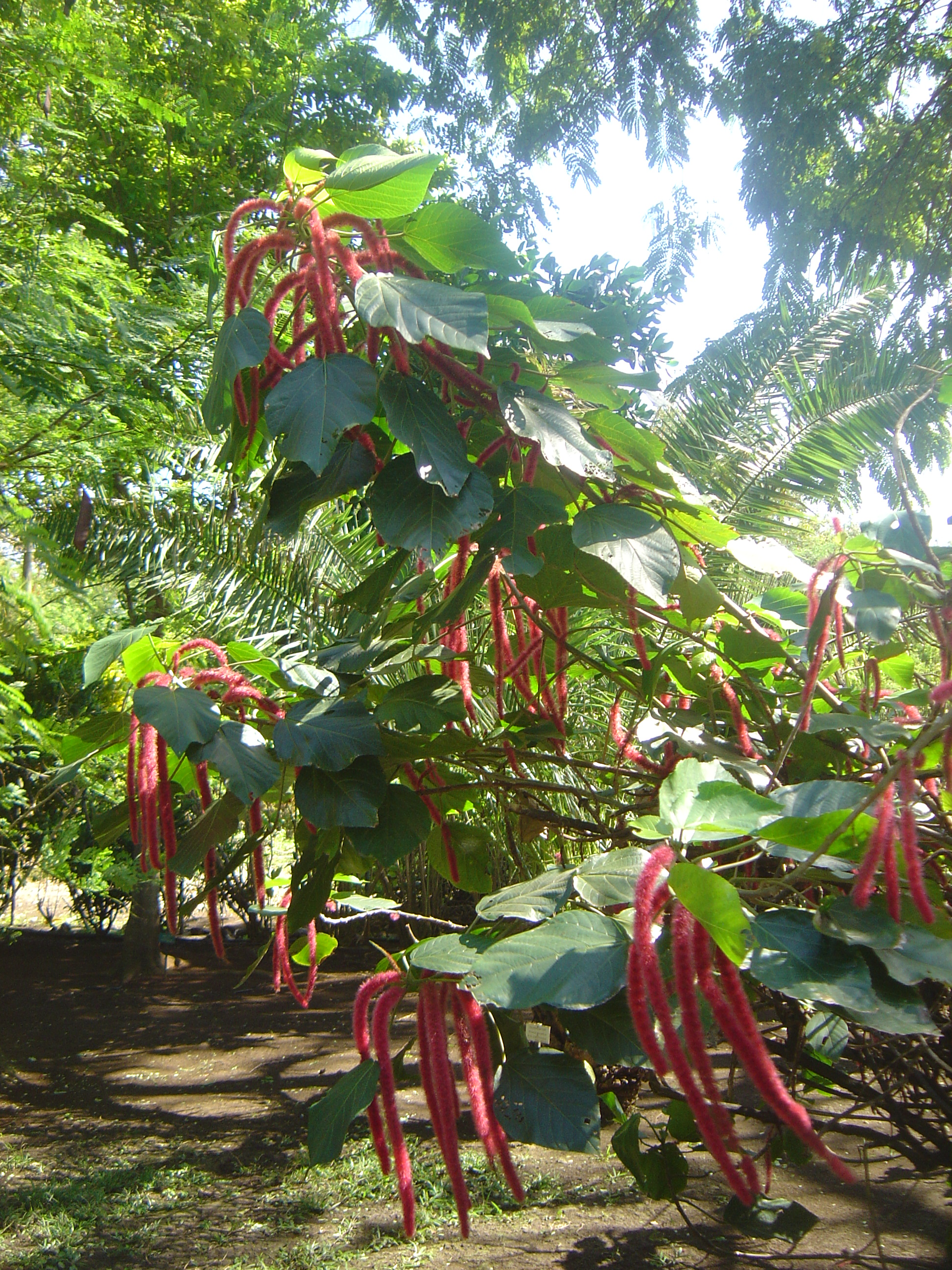
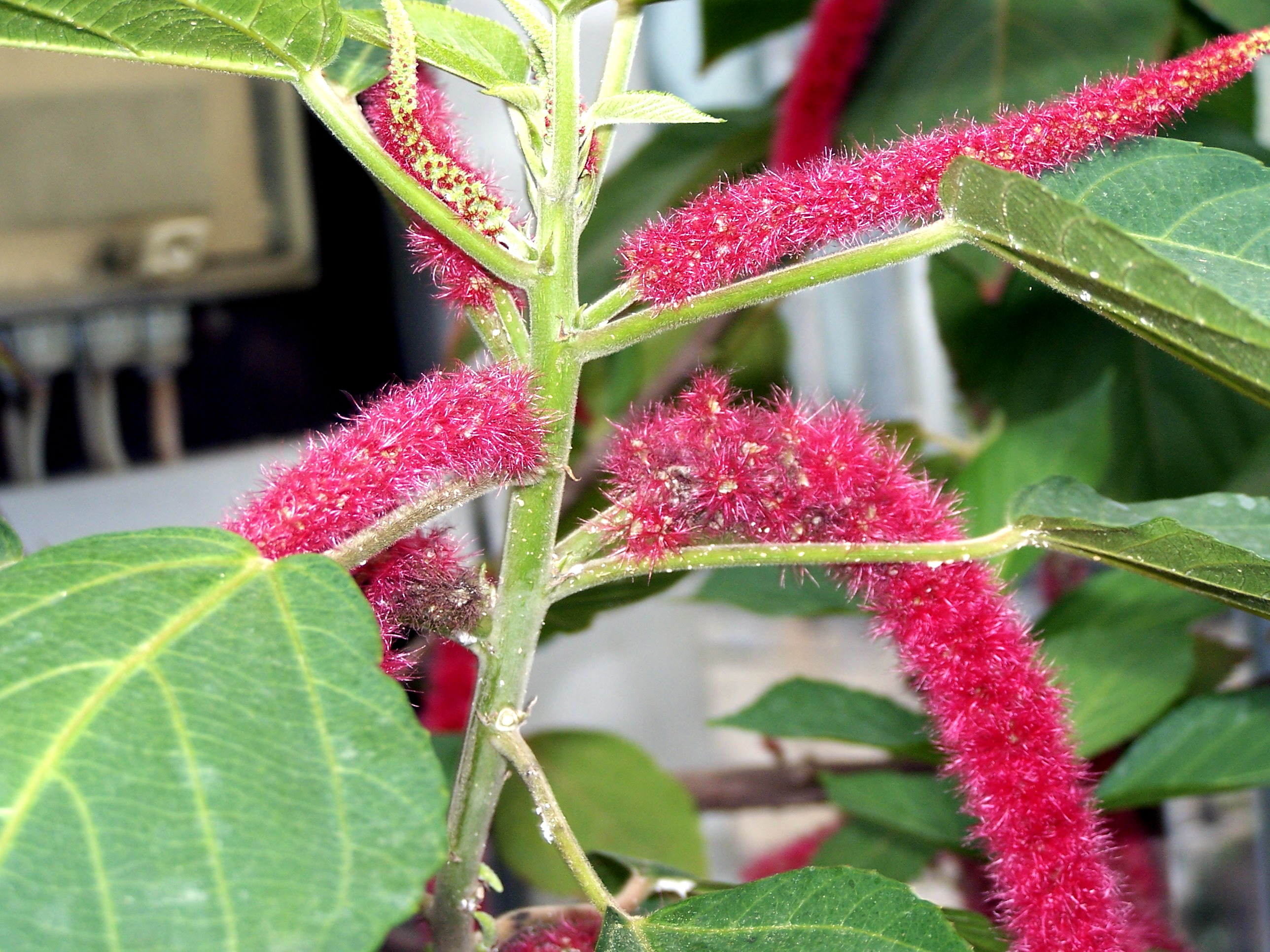
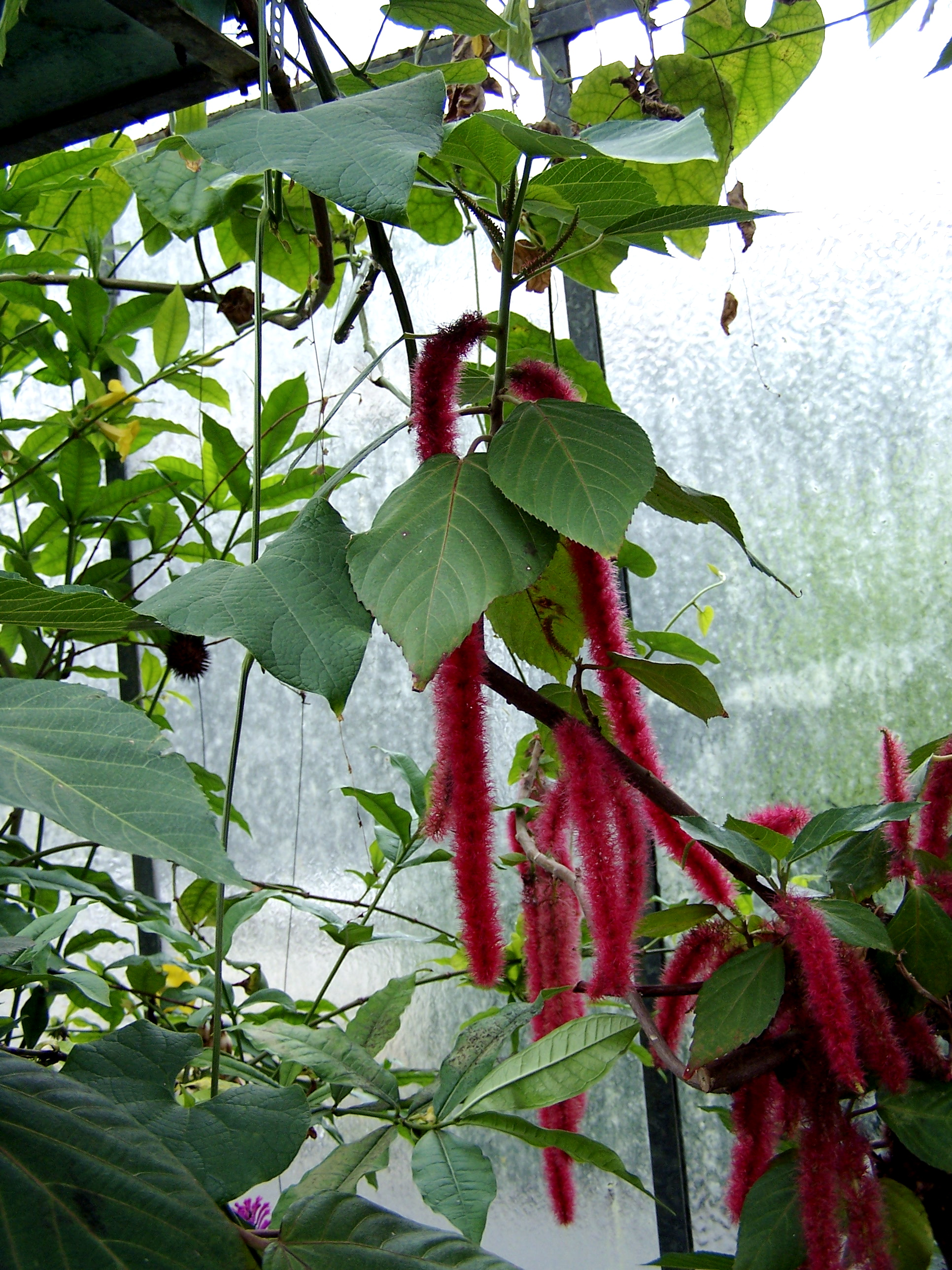
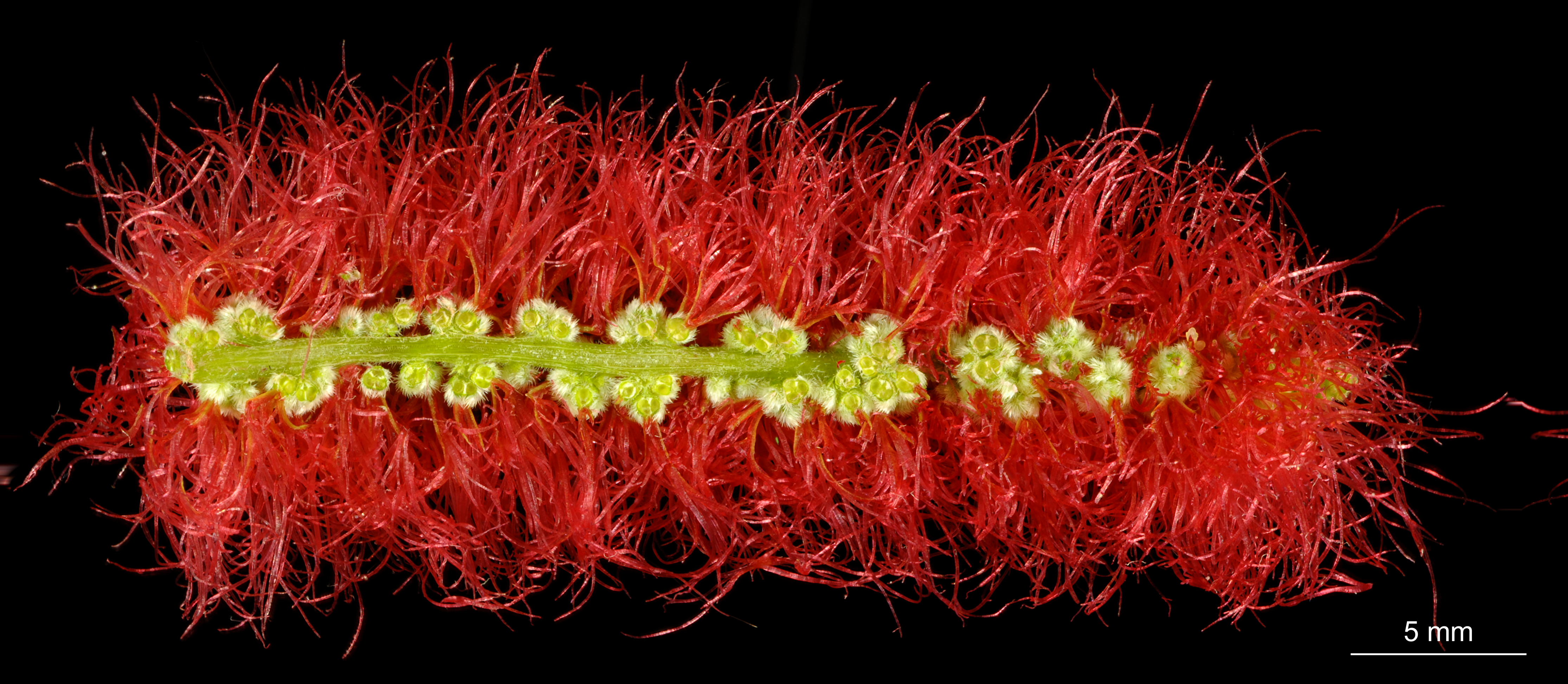
Blütenstand - Acalypha hispida (Längsschnitt)
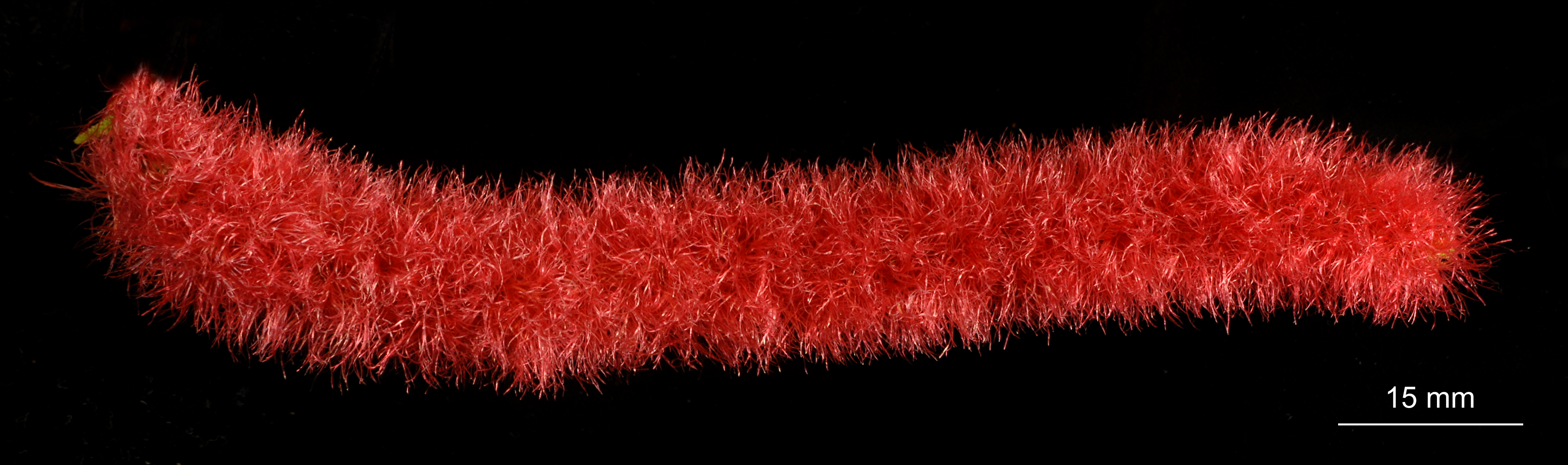
Blütenstand - Acalypha hispida